# August Heitmann (Schwimmer)
August Heitmann (* 1907 in Kalymnos, Griechenland; † 1971 in Santiago de Chile) war ein deutscher Schwimmsportler. Er gewann 1926 und 1927 den Europameistertitel in der 4-mal-200-Meter-Freistilstaffel.
Der in Griechenland geborene Heitmann startete bis 1924 für den 1. Bielefelder SV, 1925 wechselte er zum Magdeburger Schwimmclub von 1896. 1926 und 1927 war er Deutscher Meister über 100 Meter Freistil. Heitmann nahm 1926 an den ersten Schwimmeuropameisterschaften in Budapest teil. In der einzigen Staffelentscheidung, der 4-mal-200-Meter-Freistilstaffel, schwamm die deutsche Staffel mit August Heitmann, Joachim Rademacher, Friedel Berges und Herbert Heinrich in 9:57,2 Minuten zum Sieg vor den Ungarn und den Schweden. Im Jahr darauf bei den Schwimmeuropameisterschaften 1927 in Bologna gewann Heitmann über 100 Meter Freistil in 1:03,4 Minuten die Bronzemedaille hinter dem Schweden Arne Borg und dem Ungarn István Bárány. Die deutsche Staffel verteidigte in der gleichen Besetzung wie 1926 in 9:49,6 Minuten den Titel vor den Schweden und den Ungarn. Bei den Olympischen Spielen 1928 in Amsterdam schied Heitmann über 100 Meter Freistil im Halbfinale aus. Die Medaillenchance in der Staffel verpassten Karl Schubert, August Heitmann, Friedel Berges und Herbert Heinrich durch eine Disqualifikation im Vorlauf.
Zwei Jahre nach den Olympischen Spielen wanderte Heitmann von Barcelona, wo er zwischenzeitlich lebte, nach Chile aus.